# 83 Leonis b (planeta)
83 Leonis b (HD 99492 b) – planeta pozasłoneczna typu gazowy olbrzym krążąca wokół gwiazdy 83 Leonis B  po mocno wydłużonej orbicie. Została odkryta w 2004 roku. Masa minimalna planety jest mniejsza niż masa Saturna. Okrąża gwiazdę w czasie około 17 dni.